# Хотомелька (река)
Хотомелька — река на Украине, в пределах Волчанского района Харьковской области. Левый приток Хотомли (бассейн Северского Донца). Длина реки — 12 км. Площадь бассейна — 77,3 км². Уклон реки — 2,5 м/км.
Хотомелька берёт начало вблизи села Гонтаровка. Сначала течет на юго-запад, затем — на юг. Впадает в Хотомлю напротив села Першотравневое. Расстояние от устья Хотомли к месту впадения Хотомельки — 6,3 км.